# Metropolitní oblasti ve Spojených státech amerických
Více než 83 % Američanů žije v jedné z 361 metropolitních oblastí. V roce 2005 bylo ve Spojených státech 254 měst s populací větší než 100 tisíc, 9 měst mělo více než 1 milion obyvatel a 4 města (New York, Los Angeles, Chicago a Houston) s populací větší než 2 miliony.
Ve Spojených státech je 50 metropolitních oblastí, které mají počet obyvatel přes 1 milion. Mezi nejrychleji rostoucí aglomerace patří Dallas, Houston, Atlanta a Phoenix.
Pro aglomerace se používá několik různých statistik a metod sčítání, např. Metropolitan Statistical Area (Metropolitní oblast) zahrnuje centrální město a na něj navazující předměstí. Naopak Combined Statistical Area (Kombinované oblasti – CSA) do sebe zahrnují jak metropolitní oblast, tak mikropolitní oblasti, tzn. že CSA zahrnuje daleko větší oblasti.

## Metropolitní oblasti
| Pořadí | Metropolitní statistická oblast     | Stát(y)                                                 | Odhad populace (1. června 2006) |
| ------ | ----------------------------------- | ------------------------------------------------------- | ------------------------------- |
| 1.     | Newyorská metropolitní oblast       | New York–New Jersey–Pensylvánie                         | 18 818 536                      |
| 2.     | Los Angeles–Long Beach–Santa Ana    | Kalifornie                                              | 12 950 129                      |
| 3.     | Chicago–Naperville–Joliet           | Illinois–Indiana–Wisconsin                              | 9 505 748                       |
| 4.     | Dallas–Fort Worth–Arlington         | Texas                                                   | 6 003 967                       |
| 5.     | Philadelphia–Camden–Wilmington      | Pensylvánie–New Jersey–Delaware–Maryland                | 5 826 742                       |
| 6.     | Houston–Sugar Land–Baytown          | Texas                                                   | 5 539 949                       |
| 7.     | Miami–Fort Lauderdale–Pompano Beach | Florida                                                 | 5 463 857                       |
| 8.     | Washington–Arlington–Alexandria     | District of Columbia–Virginie–Maryland–Západní Virginie | 5 290 400                       |
| 9.     | Atlanta–Sandy Springs–Marietta      | Georgie                                                 | 5 138 223                       |
| 10.    | Detroit–Warren–Livonia              | Michigan                                                | 4 468 966                       |
| 11.    | Boston–Cambridge–Quincy             | Massachusetts–New Hampshire                             | 4 455 217                       |
| 12.    | San Francisco–Oakland–Fremont       | Kalifornie                                              | 4 180 027                       |
| 13.    | Phoenix–Mesa–Scottsdale             | Arizona                                                 | 4 039 182                       |
| 14.    | Riverside–San Bernardino–Ontario    | Kalifornie                                              | 4 026 135                       |
| 15.    | Seattle–Tacoma–Bellevue             | Washington                                              | 3 671 478                       |
| 16.    | Minneapolis–St. Paul–Bloomington    | Minnesota                                               | 3 175 041                       |
| 17.    | San Diego–Carlsbad–San Marcos       | Kalifornie                                              | 2 941 454                       |
| 18.    | St. Louis                           | Missouri–Illinois                                       | 2 796 368                       |
| 19.    | Tampa–St. Petersburg–Clearwater     | Florida                                                 | 2 697 731                       |
| 20.    | Baltimore–Towson                    | Maryland                                                | 2 658 405                       |
| 21.    | Denver–Aurora                       | Colorado                                                | 2 408 750                       |
| 22.    | Pittsburgh                          | Pensylvánie                                             | 2 370 776                       |
| 23.    | Portland–Vancouver–Beaverton        | Oregon–Washington                                       | 2 137 565                       |
| 24.    | Cleveland–Elyria–Mentor             | Ohio                                                    | 2 114 155                       |
| 25.    | Cincinnati–Middletown               | Ohio–Kentucky–Indiana                                   | 2 104 218                       |
| 26.    | Sacramento–Arden-Arcade–Roseville   | Kalifornie                                              | 2 067 117                       |
| 27.    | Orlando–Kissimmee                   | Florida                                                 | 1 984 855                       |
| 28.    | Kansas City                         | Missouri–Kansas                                         | 1 967 405                       |
| 29.    | San Antonio                         | Texas                                                   | 1 942 217                       |
| 30.    | San José–Sunnyvale–Santa Clara      | Kalifornie                                              | 1 787 123                       |

## Kombinované oblasti
|     | Metropolitní oblast                          | Státy                                                   | Obyvatelstvo |
| --- | -------------------------------------------- | ------------------------------------------------------- | ------------ |
| 1.  | New York-Newark-Bridgeport                   | New York-New Jersey-Connecticut-Pensylvánie             | 21 903 623   |
| 2.  | Los Angeles-Long Beach-Riverside             | Kalifornie                                              | 17 629 607   |
| 3.  | Chicago-Naperville-Michigan City             | Illinois-Indiana-Wisconsin                              | 9 661 840    |
| 4.  | Washington, D.C.-Baltimore-Northern Virginia | District of Columbia-Maryland-Virginie-Západní Virginie | 8 125 656    |
| 5.  | Boston-Worcester-Manchester                  | Massachusetts-New Hampshire                             | 7 427 336    |
| 6.  | San José-San Francisco-Oakland               | Kalifornie                                              | 7 168 176    |
| 7.  | Filadelfie-Camden-Vineland                   | Pensylvánie-New Jersey-Delaware-Maryland                | 6 372 799    |
| 8.  | Dallas-Fort Worth                            | Texas                                                   | 6 171 301    |
| 9.  | Detroit-Warren-Flint                         | Michigan                                                | 5 428 000    |
| 10. | Houston-Baytown-Huntsville                   | Texas                                                   | 5 380 661    |
| 11. | Atlanta-Sandy Springs-Gainesville            | Georgie-Alabama                                         | 5 249 121    |
| 12. | Seattle-Tacoma-Olympia                       | Washington                                              | 3 806 453    |